# خودويبردي توختابوييف
خودويبردي توختابوييف (17 ديسمبر 1932 - 21 مارس 2021) كاتب أوزبكي متخصص في كتابة قصص الأطفال.